# Вайно Марія Едуардівна
Марія Едуардівна Вайно (нар. 13 березня 1956, Букачівці) — українська письменниця, поетеса, кінодраматургиня. Членкиня Національної спілки письменників України  та  Національної спілки кінематографістів України (як кіносценарист), член правління Національної спілки кінематографістів України.

## Життєпис
Народилася на Івано-Франківщині, виросла в Калуші.
Складати вірші почала дуже рано, друкуватися — з четвертого класу.
Закінчила Чернівецький держуніверситет. Отримала фах філолога за спеціальністю: українська мова та література.
Працювала вчителем, старшим викладачем Івано-Франківського національного технічного університету нафти і газу на кафедрі документознавства та інформаційної діяльності; постійно співпрацювала з видавництвами як літредактор, в Києві — літредактором, а згодом редактором та сценаристом на Першому національному телеканалі. Викладала у Інституті мистецтв Прикарпатського національного університету ім. Василя Стефаника сценарну майстерність.
Досі викладає як гостьовий викладач у різних навчальних закладах;  розробила авторську програму, за якою створила посібник «Сценарна майстерність» у двох книгах: написання п'єси і написання кіносценарію (1-ша кн.) та написання сценарію естрадно-масових театралізованих видовищ (кн. 2-га) у співавторстві з професором А. З. Житницьким. Аналога такого посібника в Україні немає[джерело?].
Марія Вайно проводить заняття у кіндраматургійній школі за своєю авторською програмою (очно та онлайн), а також майстер-класи зі сценарної майстерності для кінорежисерів та режисерів естрадно-масових видовищ, Script Doctor (корегує та редагує кіносценарії). Працює на окремих кіносценарних проєктах.
Нині — вільний письменниця, кіносценаристка.
Марія Вайно — лауреат міської премії ім. Івана Франка  та обласної премії ім. Василя Стефаника (в галузі літератури), лауреат літературно-мистецької премії ім. Пантелеймона Куліша (2024р), двічі лауреат конкурсу «Коронація слова», нагороджена медаллю "За заслуги перед Прикарпаттям" (2023р) та ін.
З 2021 року заснувала Громадську неприбуткову організацію «Імпресія», яка стала ініціатором і співорганізатором Всеукраїнського конкурсу малих прозових форм імені Василя Стефаника разом з Національною спілкою письменників України  та Товариством письменників та журналістів ім. Івана Франка. ГО «Імпресія» ініціює й проводить немало акцій, зокрема акцію: «Волонтери культури — волонтерам війни» та ін.
Марія Вайно виростила двох синів.
Мешкає нині в місті Івано-Франківську.
Художні книги : поезія, проза, кінодраматургія:
1. Вайно М.Е.Терпкість: Поезії, вид-цтво «Світ», Коломия, 1992, 96с
2. Марія Вайно Паводок, новели, Івано-Франківськ, 1992, 32 с
3. Вайно М. Нитка Аріадни. — Івано-Франківськ: Лілея-Нв, 1999.— 100с
4. Вайно М. Чоловік в кредит, або Четвертий варіант: кіносценарій психологічної драми.— Івано-Франківськ: Нова Зоря, 200— с 88
5. Вайно М. Теплий двір, або Рапсодія струнного квартету: роман у новелах.— Івано-Франківськ: Лілея-Нв, 2001.— 164с
6. Вайно М.Свекрушина: кіносценарії— Івано-Франківськ: Нова Зоря, 2001 –  с.136
7. Марія Вайно. Ти мій син: кіносценарій
8. Вайно М. Жінка з келихом дощу. Вибране.-— Івано-Франківськ: Лілея-Нв, 2006.— 452с
9. Вайно М. Теплый двор, или Рапсодия струнного квартета. Роман в новеллах/ перевод с украинского С Коршуновой.- Ивано-Франковск: Мисто НВ, 2006. — 176с.
10. Вайно М. Згорток на лавці. Поезії.— Івано-Франківськ, Лілея-Нв, 2006.— 64с
11. Вайно Марія. Теплий двір, або Рапсодія струнного квартету: Роман у новелах.— К.:Факт, 2008.— 216 с
12. Вайно М. Шкіци на одвірках. Новели.— Івано-Франківськ: Місто НН, 2011.— 128с
13. Вайно Марія Пасіонарія: новели роману.— Івано-Франківськ: «Тіповіт», 2012.— 110с
14. Вайно М.Е.Станіславські фрески.— Івано-Франківськ: МістоНВ, 2012.— 104с
15. Вайно М. Кусень світу. Новелістика. Вибране та нове.— Івано-Франківськ: Місто НВ, 2015.— 656с.
16. Вайно М. Е. Persona grata/М.Е.Вайно.— Дніпро: ЛІРА, 2018.- 236С.
17. Вайно Марія. Кусень світу, або Будинок навпроти. Кіноповість у новелах. Перевидання четверте.- Івано-Франківськ: Місто НВ, 2019. — 56с.
18. Вайно Марія. Нотатки її життя, або Кохання в запропонованих обставинах (роман у новелах)/Івано-Франківськ: Місто НВ, 2020. 272с.
19. Вайно М.Е.Редакторка (роман у новелах)/ М. Е. Вайно. Івано-Франківськ: Місто НВ, 2022. 140с.

Переклади з білоруської:
20. Микола Адам. Під лацканами споминів/ ПЕРЕКЛАДИ з білоруської Марії Вайно.- Івано-Франківськ: Місто НВ, 2018. — 44с.
Навчальні посібники:
21.Вайно М. Е. Сценарна майстерність: написання п΄єси; написання кіносценарію: Навчальний посібник. Книга 1. — Івано-Франківськ: Місто-НВ, 2015. — 231с.
22.Вайно М. Е., Житницький А. З. Сценарна майстерність. Написання сценарію естрадно-масового театралізованого видовища. Навчальний посібник. Книга 2. — Івано-Франківськ: Місто-НВ, 2015. -144с.
Марія Вайно — двічі лауреат Всеукраїнського конкурсу «Коронація слова» (в жанрі кіносценарію 2000 р. та в жанрі роману 2001 р.), лауреат міської премії ім. І. Я. Франка в галузі літератури (2002 р.) та обласної літературної премії імені Василя стефаника, лауреат літературно-мистецької премії ім. Пантелеймона Куліша (2024р), двічі лауреат конкурсу «Коронація слова», нагороджена медаллю "За заслуги перед Прикарпаттям" (2023р) та ін.
Членкиня Національної спілки письменників України, член Національної спілки кінематографістів України (як кіносценаристка).